# Episodi di One Tree Hill (ottava stagione)

Logo stagioni 1-4, 8

L'ottava stagione di One Tree Hill è stata trasmessa negli USA dal 14 settembre 2010 al 17 maggio 2011 sul canale The CW.
In Italia la stagione viene trasmessa dall'8 giugno all'11 luglio 2012, in prima visione, su Rai 2.
A differenza delle precedenti tre stagioni, viene riproposta la sigla iniziale con la canzone I Don't Want to Be, che però in ogni episodio viene cantata da un interprete differente.
| nº | Titolo originale                         | Titolo italiano                  | Prima TV USA      | Prima TV Italia |
| -- | ---------------------------------------- | -------------------------------- | ----------------- | --------------- |
| 1  | Asleep at Heaven's Gate                  | Davanti ai cancelli del Paradiso | 14 settembre 2010 | 8 giugno 2012   |
| 2  | I Can't See You, But I Know You're There | Coma                             | 21 settembre 2010 | 11 giugno 2012  |
| 3  | The Space in Between                     | Quello spazio in mezzo           | 28 settembre 2010 | 12 giugno 2012  |
| 4  | We All Fall Down                         | La cosa giusta                   | 5 ottobre 2010    | 13 giugno 2012  |
| 5  | Nobody Taught Us to Quit                 | Un nuovo domani                  | 12 ottobre 2010   | 14 giugno 2012  |
| 6  | Not Afraid                               | Paure da vincere                 | 19 ottobre 2010   | 15 giugno 2012  |
| 7  | Luck Be a Lady                           | Litigi e tensioni                | 2 novembre 2010   | 18 giugno 2012  |
| 8  | Mouthful of Diamonds                     | La felicità è uno stato d'animo  | 9 novembre 2010   | 19 giugno 2012  |
| 9  | Between Raising Hell and Amazing Grace   | Il Ringraziamento                | 16 novembre 2010  | 20 giugno 2012  |
| 10 | Lists, Plans                             | La strada più difficile          | 30 novembre 2010  | 21 giugno 2012  |
| 11 | Darkness of the Edge of Town             | Tempesta                         | 7 dicembre 2010   | 22 giugno 2012  |
| 12 | The Drinks We Drank Last Night           | Una notte da leonesse            | 25 gennaio 2011   | 25 giugno 2012  |
| 13 | The Other Half of Me                     | L'altra metà di me               | 1º febbraio 2011  | 26 giugno 2012  |
| 14 | Holding Out for a Hero                   | Supereroine                      | 8 febbraio 2011   | 27 giugno 2012  |
| 15 | Valentine's Day Is Over                  | San Valentino                    | 15 febbraio 2011  | 29 giugno 2012  |
| 16 | I Think I'm Gonna Like It Here           | Essere padri                     | 22 febbraio 2011  | 2 luglio 2012   |
| 17 | The Smoker You Drink, The Player You Get | Giocare sporco                   | 1º marzo 2011     | 4 luglio 2012   |
| 18 | Quite Little Voices                      | La mia bambina                   | 19 aprile 2011    | 5 luglio 2012   |
| 19 | Where Not to Look for Freedom            | Piccoli passi                    | 26 aprile 2011    | 6 luglio 2012   |
| 20 | The Man Who Sailed Around His Soul       | Per amore dei figli              | 3 maggio 2011     | 9 luglio 2012   |
| 21 | Flightless Bird, American Mouth          | River Court                      | 10 maggio 2011    | 10 luglio 2012  |
| 22 | This is My House, This is My Home        | La magia dei ricordi             | 17 maggio 2011    | 11 luglio 2012  |

## Davanti ai cancelli del Paradiso
- Titolo originale: Asleep at Heaven's Gate
- Diretto da: Mark Schwahn
- Scritto da: Mark Schwahn

### Trama
Tornati dallo Utah, i ragazzi affrontano diverse situazioni. Haley è incinta del suo secondo figlio e lei e Nathan sono felicissimi, ma lui deve partire per il ritriro coi Bobcats. Brooke viene incriminata per frode fiscale con la sua compagnia e scopre che la colpa di questo è di Victoria e Millie che, a sua insaputa, hanno truffato degli azionisti nell'affare della linea di moda maschile. Jamie chiede spiegazioni su come nascono i bambini. Alex e Chase si mettono insieme, ma Mia rende chiaro che non ha intenzione di rinunciare tanto facilmente al ragazzo. Quinn e Clay vivono una bellissima giornata insieme, salvo poi scoprire di essere in una sorta di limbo e che, in realtà, i loro corpi giacciono quasi esangui a terra dopo l'attacco di Katie.
- Guest star: Stephen Colletti (Chase Adams), Kate Voegele (Mia Catalano), Daphne Zuniga (Victoria Davis)
- Nota: Da questo episodio torna la storica sigla di testa I Don't Want to Be ed è qui eseguita sempre da Gavin DeGraw.

## Coma
- Titolo originale: I Can't See You, But I Know You're There
- Diretto da: Joe Davola
- Scritto da: Mark Schwahn

### Trama
Haley trova i corpi di Quinn e Clay ed i due vengono ricoverati in ospedale. Mia e Chase cercano un chiarimento sulla loro situazione, mentre Julian passa la giornata con Jamie. Brooke resta all'ospedale con Haley e Nathan mentre Mouth e Millie si reincontrano dopo qualche tempo trascorso lontani. Quinn e Clay vivono un'esperienza extra-corporea fra la spiaggia e l'ospedale e, dopo un addio strappalacrime, i due si separano visto che la ragazza si risveglia dal coma, mentre Clay è ancora intrappolato nel limbo.
- Guest star: Stephen Colletti (Chase Adams), Kate Voegele (Mia Catalano), Daphne Zuniga (Victoria Davis)
- Nota: La sigla di apertura in questo episodio è eseguita da Kate Voegele.

## Quello spazio in mezzo
- Titolo originale: The Space in Between
- Diretto da: Greg Prange
- Scritto da: Mark Schwahn

### Trama
Quinn è sveglia da una settimana, ma Clay è ancora in coma ed imprigionato in un limbo nel quale incontra un uomo chiamato Will con il quale discute della loro situazione. Nathan scopre che Clay avrebbe bisogno del trapianto di un rene per sopravvivere e decide di offrirsi anche se questo significherebbe rinunciare alla sua carriera nell'NBA. Mouth e Millie finiscono a letto insieme e, più tardi, il ragazzo si dedica ad un podcast su internet. Victoria dice a Brooke di aver risolto i problemi giudiziari della "Clothes Over Bros.", ma la ragazza scopre che la soluzione consiste nell'assunzione di tutte le colpe (e quindi la prigione) da parte della madre. Brooke e Julian tengono Jamie per una giornata e Nathan rivela ad Haley di voler subìre il trapianto perché soffre comunque di problemi alla schiena che stanno peggiorando dovuti al suo incidente di qualche anno prima, ma scopre di non essere compatibile. Alla fine Clay si sveglia e si legge sul giornale che un certo Will Bennett (l'uomo con cui Clay è stato nel limbo finora) è morto e che aveva deciso di donare i suoi organi salvando quindi la vita anche a Clay.
- Guest star: Edwin Hodge (Will Bennett), Daphne Zuniga (Victoria Davis)
- Nota: La sigla di apertura in questo episodio è eseguita da Patrick Stump.

## La cosa giusta
- Titolo originale: We All Fall Down
- Diretto da: Peter B. Kowalski
- Scritto da: William H. Brown

### Trama
Nathan è ancora scosso per quanto accaduto a Clay e Quinn così prende la difficile decisione di lasciare l'NBA per stare vicino alla sua famiglia. Brooke viene affrontata da uno degli azionisti truffati da Victoria con la "Clothes Over Bros." e decide di liquidare la compagnia e tutto il suo patrimonio per restituire il denaro sottratto, con il disappunto della madre che, dalla prigione, cerca invece di salvare il salvabile. Quinn viene dimessa e si trasferisce momentaneamente da Haley, la quale, dopo gli ultimi eventi traumatici, ha deciso di iniziare a lavorare per una linea telefonica di pronto aiuto dando una mano a chi ne ha bisogno, anche se la maggior parte delle persone chiamano per motivi banali, alla fine della giornata Haley aiuta una ragazza che sembra avere gli stessi problemi che aveva lei. Julian trova una villa da sogno per il suo matrimonio con Brooke. Chase ed Alex passano la giornata insieme giocando a golf e conoscendosi meglio. 
- Guest star: Stephen Colletti (Chase Adams), Joe Chrest (Investitore truffato), Daphne Zuniga (Victoria Davis)
- Nota: La sigla di apertura in questo episodio è eseguita da Susie Suh.

## Un nuovo domani
- Titolo originale: Nobody Taught Us to Quit
- Diretto da: James Lafferty
- Scritto da: Mark Schwahn

### Trama
Brooke litiga nuovamente con la madre a causa della sua decisione di liquidare la compagnia e tutto il suo patrimonio personale per restituire il denaro agli investitori truffati, ma, con l'appoggio di Julian e Nathan, l'affronta e le spiega che era l'unica cosa da fare. Julian intervista Mouth per il suo film-documentario. Mia è triste per l'evolversi della relazione tra Chase ed Alex, così Haley le propone di andare a Portland per un concerto (dando vita ad un crossover con la serie Life Unexpected nel cui quinto episodio appaiono proprio Haley e Mia), mentre Nathan lascia ufficialmente il basket professionale. Clay viene dimesso dall'ospedale e, insieme a Quinn, affronta il trauma del ritorno nella casa sulla spiaggia. Alex parte per girare un film lasciando Chase molto dubbioso sulla loro relazione.
- Guest star: Stephen Colletti (Chase Adams), Kate Voegele (Mia Catalano), Daphne Zuniga (Victoria Davis)
- Nota: La sigla di apertura in questo episodio è eseguita da Matthew Ryan.

## Paure da vincere
- Titolo originale: Not Afraid
- Diretto da: Sophia Bush
- Scritto da: John A. Norris

### Trama
È la festa di Halloween a Tree Hill ed in città arriva Sylvia, la madre di Julian, che si offre di pagare il matrimonio del figlio e Brooke dopo aver saputo della bancarotta di quest'ultima; tuttavia, quello che sembrava un gesto gentile ed altruista, si rivela ben presto un ricatto per permettere alla futura suocera di prendere il controllo della situazione. Chase è triste per l'abbandono di Alex e si avvicina a Mia, mentre Mouth mette in chiaro con Millie che non ha intenzione di tornare con lei seriamente per il momento. Quinn è ossessionata dalla presenza di Katie e non riesce ad andare avanti, così Clay, dopo essersi reso conto della situazione, le offre di fare un servizio fotografico in Africa per riavvicinarsi alla sua passione e lasciarsi il passato alle spalle. Nate aiuta Clay con un suo cliente assaporando il mestiere di agente sportivo e, in seguito, accompagna Jamie, Chuck e la loro amica Madison a fare "dolcetto o scherzetto". Durante la serata per dilettanti organizzata al "Tric", Mia ed Haley scoprono una misteriosa ragazza di grande talento, che dalla voce sembra essere la ragazza che Haley aveva aiutato al telefono.
- Guest star: Sharon Lawrence (Sylvia Baker), Stephen Colletti (Chase Adams), Kate Voegele (Mia Catalano), Amanda Schull (Katie), Laura Izibor (Erin)
- Nota: La sigla di apertura in questo episodio è eseguita da Laura Izibor.

## Litigi e tensioni
- Titolo originale: Luck Be a Lady
- Diretto da: Les Butler
- Scritto da: Mike Herro e David Strauss

### Trama
Brooke e la futura suocera Sylvia vanno ad un'esposizione nuziale per organizzare il matrimionio, ma tutte le idee che ha Brooke non piacciono a Sylvia che sta già prenotando tutto ciò che lei vorrebbe per il matrimionio del figlio. Haley riceve una chiamata al centro anti-crisi dalla ragazza che ha suonato alla serata Open-mic al Tric ad Halloween, e le dice di averla sentita suonare ma Erin riattacca il telefono e Haley ci sta molto male per questo. Clay manda Nathan ad Atlanta per parlare con i dirigenti dei Falcons del contratto di Troy, ma Nate è impreparato sugli argomenti e torna a casa dopo una brutta figura. Brooke è disperata perché Sylvia sta organizzando una matrimionio che lei odia così chiama Haley in aiuto, ma causa dei suoi ormoni si trova sempre d'accordo con Sylvia peggiorando la situazione per Brooke. Julian organizza a casa Scott una partita a poker tra ragazzi per cercare di trovare un testimone per il matrimionio. Alla serata invita Nathan, Clay, Mouth, Chase, Junk, Fergie e Skills (appena tornato da Los Angeles); però invita anche Alex per fare il croupiè e la cosa non piace ai ragazzi. Durante la partita Nathan è arrabbiato con Clay; Chase è arrabbito con Alex e Julian continua a vincere ma la serata non va come sperava. Alla fine Erin si presenta alla Red Bedroom Records dove parla con Haley e le chiede se le piaccia veramente la sua musica e lei risponde che vorrebbe farle registrare un album. Clay comunica a Nathan che Troy lo vorrebbe come agente e la madre di Julian si è ubriacata e tornata a casa dice a Brooke, che per lei quella giornata è stata bellissima, come avere una figlia e Brooke la perdona per quello che ha fatto alla fiera.
- Guest star: Sharon Lawrence (Sylvia Baker), Antwon Tanner (Skills Taylor), Stephen Colletti (Chase Adams), Amanda Schull (Katie), Laura Izibor (Erin)
- Nota: La sigla di apertura in questo episodio è eseguita da Lucas Field.

## La felicità è uno stato d'animo
- Titolo originale: Mouthful of Diamonds
- Diretto da: Michael J. Leone
- Scritto da: Mark Schwahn

### Trama
La carriera di Nathan come agente fa un grande passo in avanti durante la sua visita ad Atlanta, mentre Haley è a casa con Jamie. Il dramma tra Brooke e Sylvia arriva finalmente ad una finale, e Chase prende una decisione in merito a Mia e Alex.
- Nota: Questo episodio prende il nome da una canzone di Phantogram. La sigla di apertura è eseguita da Grace Potter.

## Il Ringraziamento
- Titolo originale: Between Raising Hell and Amazing Grace
- Diretto da: Bethany Joy Galeotti
- Scritto da: Nikki Schiefelbein

### Trama
È il giorno del Ringraziamento a Tree Hill. Brooke decide che è tempo di dare mano in una cucina per la cena del Ringraziamento, ma le cose in realtà non vanno come previsto. Tutto il gruppo finisce da Haley per cena in cui Mia e Alex hanno una discussione si picchiano sopra Chase.
- Nota: Questo episodio prende il nome da una canzone dei Big & Rich. La sigla di apertura è eseguita da Wakey.

## La strada più difficile
- Titolo originale: Lists, Plans
- Diretto da: Joe Davola
- Scritto da: Johnny Richardson

### Trama
Julian cerca Brooke per completare un elenco di sogni che Millicent aveva fatto per la schiena quando aveva la sua compagnia, di paracadutismo e una maratona di James Bond. Haley organizza un concerto al Tric con ospite Kid Cudi, mentre Mia e Alex sono a fare la "celebrity bar-tendente", la gara con più fans a Tree Hill. Nathan prende una classe di business in una università per completare la sua sinistra in crediti per diventare a tempo pieno agente con Clay. Jamie aiuta il padre. Nel frattempo, Quinn si intrufola fuori dalla città per cercare Dan per ottenere il suo aiuto nel trovare e uccidere Katie, ma decide di non farlo, durante il ritorno a casa e getta la pistola nel fiume. Altrove, Katie fa il suo ritorno a Tree Hill, dopo aver appreso che Quinn e Clay sono ancora vivi.
- Nota: Questo episodio prende il nome da un brano della band A Sunny Day in Glasgow. La sigla di apertura è eseguita da Aimee Mann.

## Tempesta
- Titolo originale: Darkness of the Edge of Town
- Scritto e diretto da: Mark Schwahn

### Trama
Un imponente uragano colpisce Tree Hill e Katie torna per finire ciò che aveva iniziato con Quinn e Clay, ma alla fine riceve una pallottola e viene fermata per sempre. Nel frattempo, Brooke e Julian lottano per trasferirsi a Los Angeles, ciò fa arrabbiare Brooke che è costretta a guidare nella tempesta. Mentre Brooke raggiunge il ponte, dove trova l'auto di Lauren, si schianta sul ponte con Jamie, Chuck e Madison, che restano intrappolati all'interno. Brooke aiuta Chuck, Madison e Lauren e li invia a chiedere aiuto, mentre si precipita a salvare Jamie, che è bloccato in auto. Arriva Julian, che riesce a salvare Jamie e Brooke.
- Nota: Questo episodio prende il nome da una canzone di Bruce Springsteen. La sigla di apertura è quella originale, eseguita da Gavin DeGraw.

## Una notte da leonesse
- Titolo originale: The Drinks We Drank Last Night
- Scritto da: Chad Graves
- Diretto da: Shaina Fewell

### Trama
Dopo una notte selvaggia in città per la sua festa di addio al nubilato, Brooke e le ragazze cercano di mettere insieme l'addio al celibato.
- Nota: Questo episodio prende il nome da una canzone di Azure Ray. La sigla di apertura è eseguita da Tegan and Sara.

Special guest: Dave Navarro

## L'altra metà di me
- Titolo originale: The Other Half of Me
- Diretto da: Greg Prange
- Scritto da: John A. Norris

### Trama
Il giorno del matrimonio di Brooke e Julian è finalmente arrivato. Alex e Quinn iniziano a spendere molto più tempo insieme, e continuano a condividere le loro esperienze passate con la quasi morte. Haley dice a Jamie che sta per avere una sorellina. Millie si avvicina a Mouth, a causa del matrimonio.
- Nota: Questo episodio prende il nome da una canzone dei Within Temptation. La sigla di apertura è eseguita da Augustana.

## Supereroine
- Titolo originale: Holding Out for a Hero
- Diretto da: Peter B. Kowalski
- Scritto da: Mike Herro & David Strauss

### Trama
Haley, Brooke e Quinn diventano supereroine per il giorno e devono utilizzare i loro super-poteri per il bene. Julian assume un lavoro di regia e aiuta Mouth, Alex rivela il suo talento inaudito come musicista.
- Nota: Il titolo originale dell'episodio è il nome di una canzone del film Footloose, interpretata da Bonnie Tyler. La sigla di apertura è eseguita da SO & SO.

## San Valentino
- Titolo originale: Valentine's Day Is Over
- Diretto da: Paul Johansson
- Scritto da: Mark Schwahn

### Trama
Giochi di sesso, segreti e lacci entrano in gioco per le coppie di Tree Hill, che festeggiano san Valentino.
- Nota: Questo episodio prende il nome da una canzone di Billy Bragg. La sigla è eseguita da The New Amsterdams.

## Essere padri
- Titolo originale: I Think I'm Gonna Like It Here
- Diretto da: Steven Goldfried
- Scritto da: Rachel Specter & Audrey Wauchope

### Trama
Jamie entra a far parte di una squadra di Baseball. Nel frattempo, Brooke e Julian continuano il percorso per l'adozione, mentre Mouth e Millicent sono pronti per il loro primo giorno di lavoro.
- Nota: Questo episodio prende il nome da un brano dal musical Annie. La sigla è eseguita da Olin & the Moon.

## Giocare sporco
- Titolo originale: The Smoker You Drink, The Player You Get
- Diretto da: Les Butler
- Scritto da: Mark Schwahn

### Trama
Con l'avvicinarsi della data prevista per il parto di Haley, i suoi amici e parenti si iniziano a preparare per assicurarsi che siano pronti quando il bambino arriverà. Julian e Brooke si preparano per la loro adozione, e a Chuck serve Chase per aiutarlo con un problema.
- Nota: Questo episodio prende il nome da un album di Joe Walsh. La sigla è eseguita da Spinnerette.

## La mia bambina
- Titolo originale: Quiet Little Voices
- Diretto da: Austin Nichols
- Scritto da: Mark Schwahn

### Trama
Il grande giorno è finalmente arrivato e la compagnia si raccoglie in ospedale ad attendere la nascita del bambino di Haley e Nathan. Mentre aspettano, ci sono flashback di ricordi che hanno condiviso nel corso degli anni. Haley dà alla luce una bambina e la chiama Lydia Bob Scott.
- Nota: Questo episodio è il nome dopo una canzone di We Were Promised Jetpacks. La sigla di apertura è eseguita da Laura Veirs.

## Piccoli passi
- Titolo originale: Where Not to Look for Freedom
- Diretto da: Joe Davola
- Scritto da: Mark Schwahn

### Trama
Mentre Haley si occupa della sua nuova figlia, Nathan si confronta con il professor Kellerman circa l'incidente. Intanto Quinn organizza un concerto al Tric e Brooke ottiene un lavoro, un'offerta per tornare alla Clothes Over Bros come vice presidente a New York.
- Nota: Questo episodio prende il nome da una canzone di The Brigade Bell. La sigla di apertura è eseguita dai Lucero.

## Per amore dei figli
- Titolo originale: The Man Who Sailed Around His Soul
- Scritto e diretto da: Mark Schwahn

### Trama
Nathan, Julian e Clay si confrontano con Ian Kellerman circa l'incidente. Chase chiede ad Alex di fare un test di droga per lui, a Quinn arriva un'offerta di girare in Porto Rico e Brooke scopre di essere incinta. Nathan discute con Haley riguardo a Dan.
- Nota: Questo episodio prende il nome da una canzone di XTC. La sigla di apertura è eseguita da Against Me.

## River Court
- Titolo originale: Flightless Bird, American Mouth
- Diretto da: Greg Prange
- Scritto da: Mark Schwahn

### Trama
Nathan, Jamie, Clay, Julian, Chase e Chuck campeggiano a River Court, per dire addio al campetto. Haley trasforma il negozio della Clothes Over Bros di nuovo in Karen's Cafè.
- Nota: Questo episodio prende il nome da una canzone di Iron and Wine. La sigla di apertura è eseguita da Joshua Radin.

## La magia dei ricordi
- Titolo originale: This is My House, This is My Home
- Scritto e diretto da: Mark Schwahn

### Trama
Haley e Brooke si preparano a riaprire il Karen's Cafè, e Nathan e Clay viaggiano alla ricerca di nuovi clienti. Alex e Chuck sono delusi dopo la partenza Chase per l'Air Force e Mouth e Millie iniziano il loro nuovo show mattutino insieme. Brooke dà alla luce due gemelli, Davis e Jude. Nathan fa visita a Dan. L'episodio si conclude con Jamie, che imitando suo zio Lucas, esce dal Karen's Cafè, per dirigersi sul mitico ponte a palleggiare, con indosso la felpa grigia con la scritta "Scott". Queste descrizioni ricordano la prima scena della serie, dove Lucas Scott passa su un ponte, palleggiando, mentre si dirige al campetto di River Court: l'immagine viene ripresa nella sigla, ed è lo sfondo originale della scritta "One Tree Hill".
- Nota: Questo episodio prende il nome da una canzone di We Were Promised Jetpacks. La sigla di apertura è quella iniziale, eseguita da Gavin DeGraw.